# 浜川友十朗
浜川 友十朗（はまがわ ともじゅうろう、1895年1月15日 - 1981年9月5日）は、日本の経営者。三菱倉庫社長を務めた。高知県出身。

## 経歴・人物
1917年に神戸高等商業学校を卒業し、同年に三菱倉庫に入社。取締役、常務を経て、1949年9月に副社長に就任し、1959年8月には社長に昇格。1968年5月に相談役に退いた。
1961年に藍綬褒章を受章し、1965年11月に勲三等旭日中綬章を受章。
1981年9月5日老衰のために死去。86歳没。